# Іоанн V Милостивий
Іоанн Милостивий (грец. Ιωάννης ο Ελεήμων; помер за різними версіями між 616—620 роками, Аматус) — Александрійський патріарх. Пам'ять відзначається в день його смерті — 25 листопада (12 листопада за юліанським календарем).

## Біографія
Син Єпіфанія, сановника (губернатора) на острові Кіпр. Народився в Амафунт (Лімасол). Втративши дружину і дітей, почав вести аскетичне життя, піклувався про бідних. Не будучи ні ченцем, ні кліриком був обраний, за бажанням народу на патріарший престол. Рішення було затверджено імператором Іраклієм. Ставши патріархом в 610 році, він порахував усіх жебраків в Олександрії і роздав їм все своє майно. Іоанн послав милостиню до Гробу Господнього, давав у себе притулок і допомогу бідним, викуповував полонених. Його благодійна діяльність знайшла своє відображення в житійної літератури (наприклад, у Дмитра Ростовського — Житіє Іоанна Милостивого, патріарха Олександрійського). Боровся з єрессю монофізитів. Аріани були прийняті церквою за часів святого Іоанна V Милостивого без повторної хіротонії.
Коли перси, вторгшись в Єгипет, погрожували Александрії, і її жителі стали розбігатися, Іоанн відправився в Константинополь клопотати про негайне надсилання військ для захисту міста, але на шляху, зупинившись в своїй батьківщині, місті Амафунт, помер близько 619 року.

## Канонізація
Церква зарахувала його до лику святих як святителя. Перше житіє святителя Іоанна було написано вже в VII столітті його сучасником Леонтієм Неаполітанським. У Метафраста розповідається про чудеса, що відбувалися біля мощей, після його смерті. Мощі його знаходилися в Константинополі, в 1249 році перевезено в Венецію; інші частини мощей з 1489 року в Будапешті (сьогодні в Братиславі). Також відомо про знаходження мощей патріарха Іоанна в наступних афонських монастирях: Діонісіат (правиця), Ватопед, Пантократор, Дохіар і Каракал.